# Čižatice
Čižatice (bis 1927 slowakisch auch „Tižatice“; ungarisch Tizsite) ist eine Gemeinde im Osten der Slowakei mit 409 Einwohnern (Stand 31. Dezember 2024), die zum Okres Košice-okolie, einem Teil des Košický kraj, gehört und in der traditionellen Landschaft Abov liegt.

## Geographie

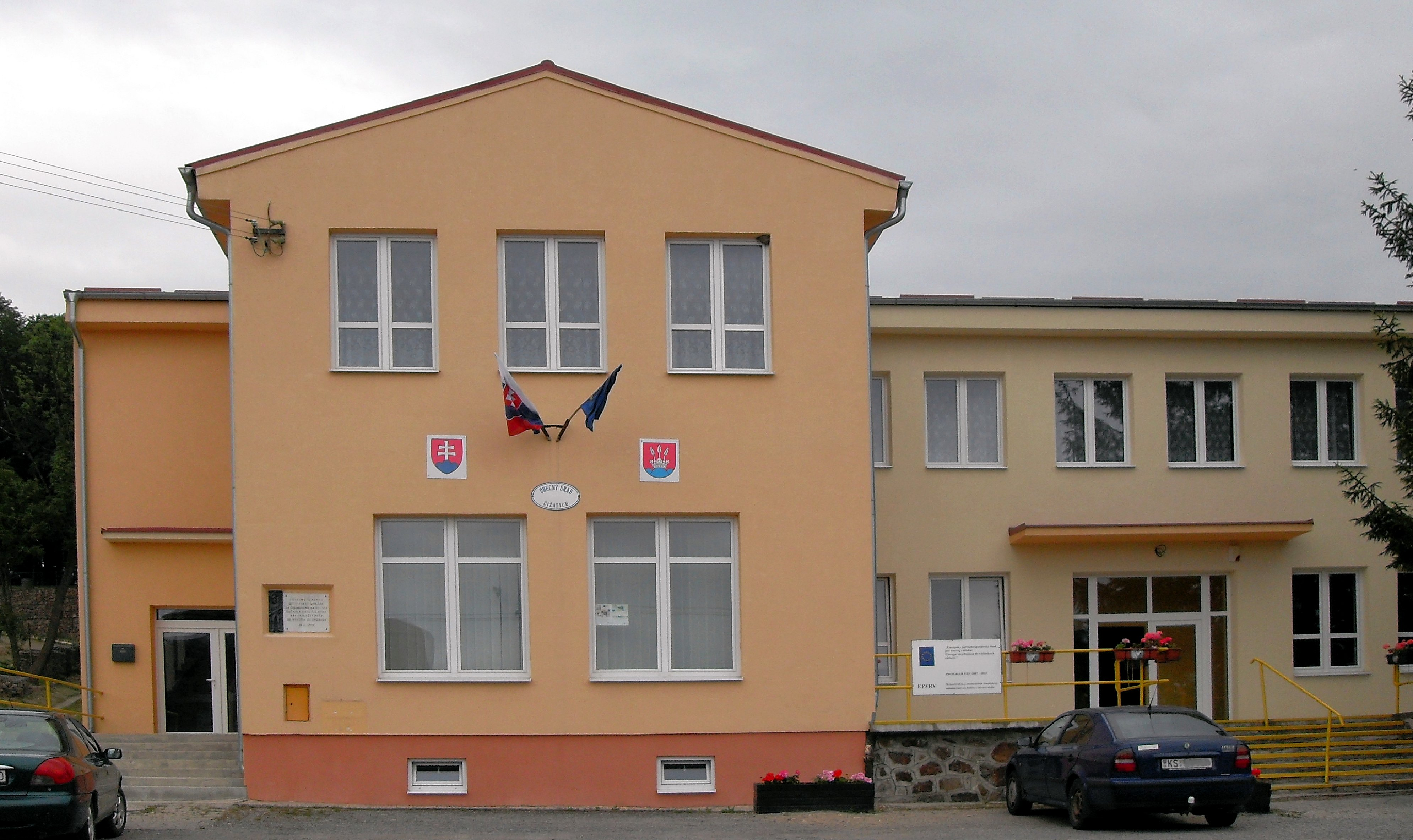
Gemeindeamt von Čižatice

Die Gemeinde befindet sich im Talkessel Košická kotlina im Tal des Baches Trstianka im Einzugsgebiet der Olšava und somit des Hornád. Das Ortszentrum liegt auf einer Höhe von 280 m n.m. und ist 19 Kilometer von Košice entfernt (Straßenentfernung).
Nachbargemeinden sind Kecerovce im Norden, Boliarov im Nordosten, Čakanovce im Osten, Trsťany im Süden, Rozhanovce im Südwesten, Chrastné im Westen und Kráľovce im Nordwesten.

## Geschichte

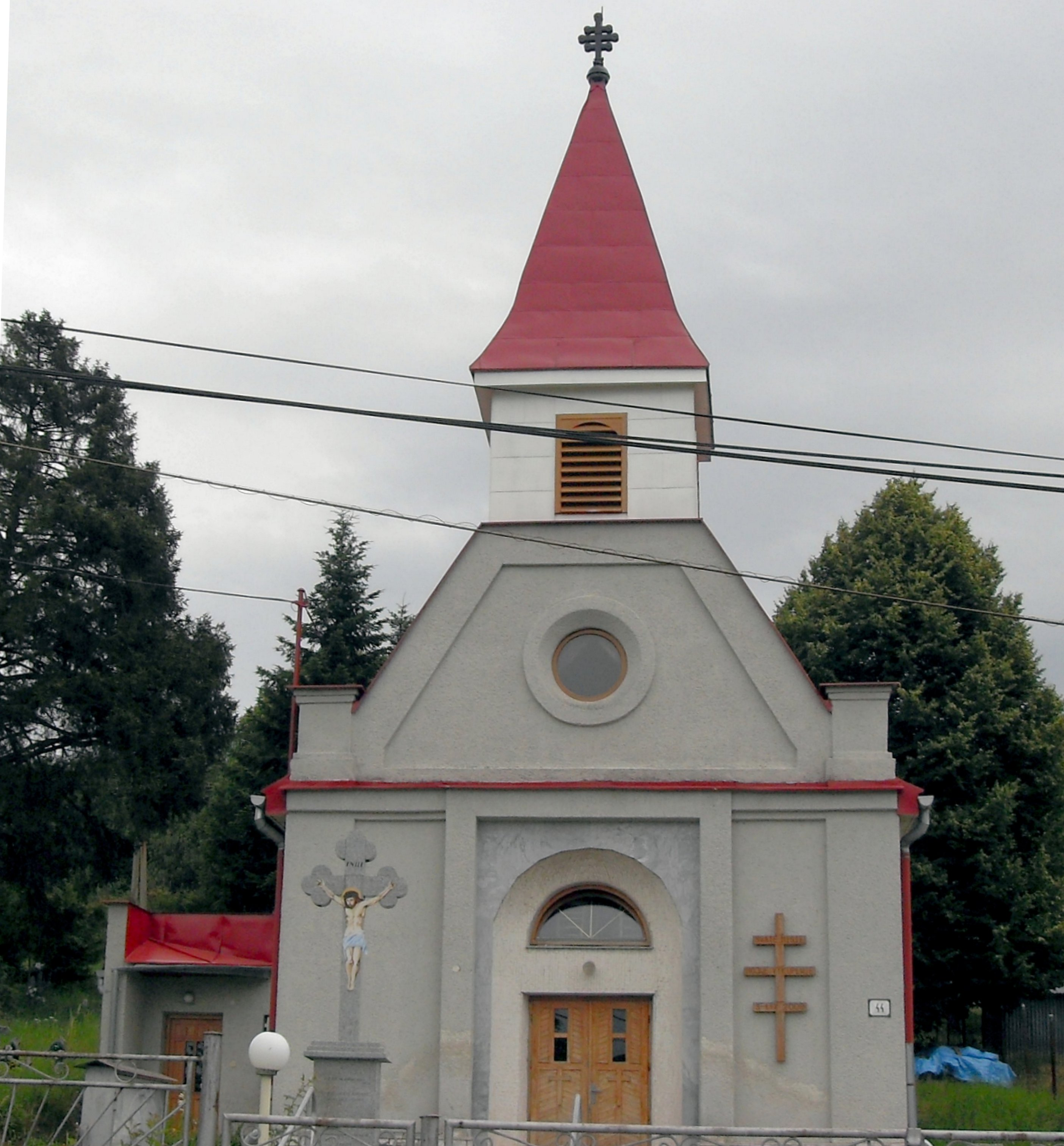
Griechisch-katholische Kirche

Čižatice wurde zum ersten Mal 1299 als Chizete beziehungsweise Chyzete schriftlich erwähnt, weitere historische Bezeichnungen sind unter anderen Cziczaczicze (1773) und Tižatice (1786). Das Dorf entstand an der Stelle einer älteren Siedlung aus dem 12. Jahrhundert und war 1299 Besitz des Geschlechts Aba. 1427 wurden 12 Porta verzeichnet, 1787 hatte die Ortschaft 30 Häuser und 244 Einwohner, 1828 zählte man 36 Häuser und 291 Einwohner, die als Landwirte beschäftigt waren.
Bis 1918/1919 gehörte der im Komitat Sáros liegende Ort zum Königreich Ungarn und kam danach zur Tschechoslowakei beziehungsweise heute Slowakei. In der ersten tschechoslowakischen Republik arbeiteten die Einwohner im örtlichen Großgut.

## Bevölkerung
| Jahr                | 1994 | 2004    | 2014    | 2024    |
| ------------------- | ---- | ------- | ------- | ------- |
| Anzahl der Personen | 362  | 364     | 385     | 409     |
| Unterschied         |      | +0,55 % | +5,76 % | +6,23 % |

| Jahr                | 2023 | 2024    |
| ------------------- | ---- | ------- |
| Anzahl der Personen | 403  | 409     |
| Unterschied         |      | +1,48 % |

Gemäß der Volkszählung 2011 wohnten in Čižatice 379 Einwohner, davon 356 Slowaken sowie jeweils ein Mährer, Serbe, Tscheche und Ukrainer. Ein Einwohner gab eine andere Ethnie an und 18 Einwohner machten keine Angabe zur Ethnie.
212 Einwohner bekannten sich zur römisch-katholischen Kirche, 67 Einwohner zur griechisch-katholischen Kirche, 61 Einwohner zur Evangelischen Kirche A. B., sieben Einwohner zur orthodoxen Kirche und zwei Einwohner zur reformierten Kirche. 14 Einwohner waren konfessionslos und bei 16 Einwohnern wurde die Konfession nicht ermittelt.

## Verkehr
Durch Čižatice führt die Straße 3. Ordnung 3440 von Rozhanovce nach Kecerovce und weiter Prešov (via Červenica), eine schmale, nicht klassifizierte Straße verläuft weiter nach Chrastné.

## Baudenkmäler
- griechisch-katholische Kirche Himmelfahrt der Gottesmutter